# Морозов, Александр Павлович
Алекса́ндр Па́влович Моро́зов (1864, Омск — 1933) — юрист, Управляющий Министерством юстиции Российского государства.

## Биография

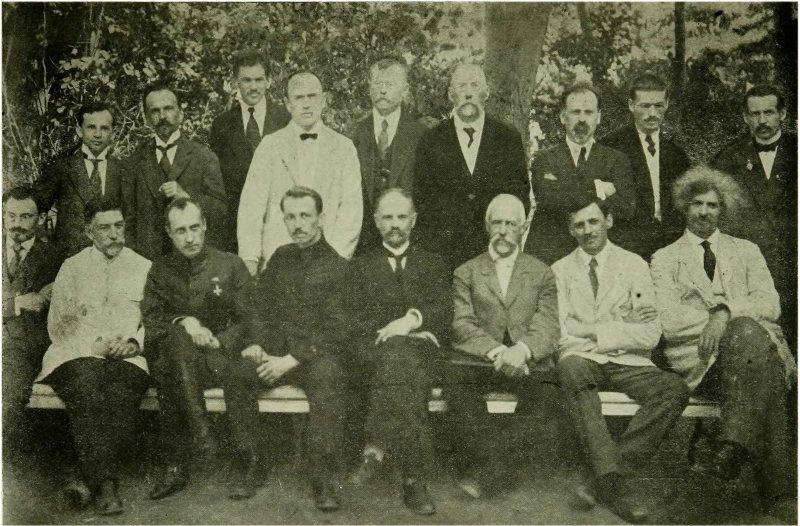
А. П. Морозов (2 ряд, 4-й справа), товарищ министра юстиции во Временном Сибирском правительстве П. В. Вологодского, лето 1918 года.

Родился в семье мещанина. Окончил юридический факультет Московского университета. Был мировым судьёй в Омске. С 1908 — следователь (в течение двух лет), затем член Омского окружного суда, Омской судебной палаты. С 1 июля 1917 — председатель Барнаульского окружного суда. Действительный статский советник.
Занимался общественной деятельностью, был председателем общества попечения народного образования, закрытого царским правительством «за вредную деятельность», возглавлял попечительские советы ряда учебных заведений: высших начальных училищ, женской гимназии, высшего коммерческого училища, торговой школы. Считался «честным и добрым человеком, трудолюбивым чиновником». Был членом Конституционно-демократической партии (Партии народной свободы).
После свержения власти большевиков в Сибири, с 14 июня 1918 — заведующий отделом юстиции Западно-Сибирского комиссариата. Был рекомендован на этот пост П. В. Вологодским, который отмечал, что Морозов «пользовался широкими симпатиями населения». С 1 июля 1918 — товарищ министра юстиции Временного Сибирского, с 4 ноября — Временного Всероссийского правительства, с 18 ноября 1918 — министр земледелия Российского правительства, действовавшего при Верховном правителе А. В. Колчаке. С 28 ноября 1919 — управляющий министерством юстиции.
В январе 1920 был арестован в Иркутске. В мае 1920 предстал перед судом и приговорён Чрезвычайным революционным трибуналом Сибири к пожизненному заключению с применением принудительных работ.